# Aquilegia ophiolithica
Aquilegia ophiolithica är en ranunkelväxtart som beskrevs av Barberis och E.Nardi. Aquilegia ophiolithica ingår i släktet aklejor, och familjen ranunkelväxter. Inga underarter finns listade i Catalogue of Life.